# WD 1856+534
WD 1856+534 ist ein alter Weißer Zwerg im Sternbild Drache. Er befindet sich in einer Entfernung von etwa 80 Lichtjahren. Im Jahre 2020 wurden im System mithilfe von TESS erstmals klare Hinweise auf einen Exoplaneten entdeckt, welcher sich in der Umlaufbahn um einen Weißen Zwerg befindet. Es ist unwahrscheinlich, dass der Planet sich schon immer dort befunden hat, da er an dieser Position wohl die Rote-Riesen-Phase des Zentralsterns nicht überstanden hätte.

## Stern
WD 1856+534 ist wohl bereits seit etwa 5,9 Milliarden Jahren in dieser Phase und ein damit relativ alter Weißer Zwerg. Er besitzt etwa die halbe Sonnenmasse, während der Radius lediglich bei etwas über 1 % der Sonne liegt was von der Größenordnung her etwa 10.000 km entspricht. Seine effektive Temperatur liegt bei etwa 4700 K.
Der Weiße Zwerg ist wahrscheinlich gravitativ an das Doppelsternsystem von G229-20 gebunden. Dieses besteht aus zwei Roten Zwergen, jeweils mit etwa 0,3 Sonnenmassen, die einander in geringem Abstand umkreisen. Somit wäre der Weiße Zwerg Teil eines Dreifachsystems und Wechselwirkungen der Komponenten könnten zur aktuell beobachteten Position des Planeten beigetragen haben.

## Planet
WD 1856+534 b umläuft den Weißen Zwerg in lediglich etwa 1,4 Tagen. Der Transit dauert dabei etwa 8 Minuten. Trotz des geringen Abstands von lediglich etwa 0,02 AE, ergibt sich für den Planeten eine Gleichgewichtstemperatur von lediglich 163 +14−18 K. Der Planet hat wohl einen Radius vergleichbar zum Jupiter, wobei über die Masse bisher relativ weniger bekannt ist, sie liegt jedoch mit einer Wahrscheinlichkeit von mehr als 95 % unterhalb der Mindestmasse eines Braunen Zwergs.